# Kofola
口福樂（捷克語： Kofola，捷克語發音：[ˈkofola]），是由同名的捷克公司──口福樂（Kofola）生產的碳酸飲料。口福樂公司總部在捷克共和国克爾諾夫，是可口可樂和百事可樂在捷克與斯洛伐克的主要競爭對手。口福樂公司主要在在中歐和東歐生產販賣無酒精飲料。

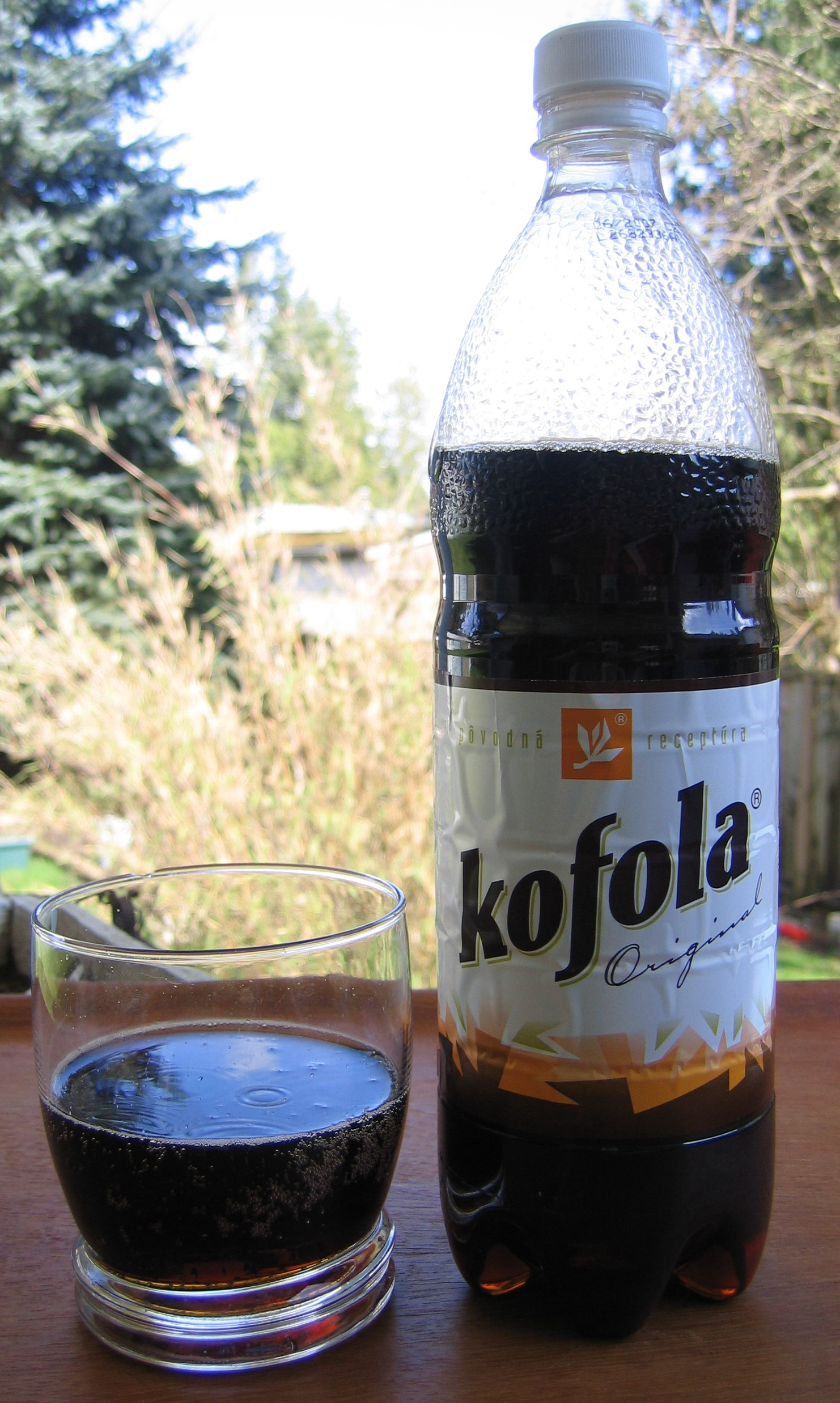
寶特瓶裝與玻璃杯裡的口福樂

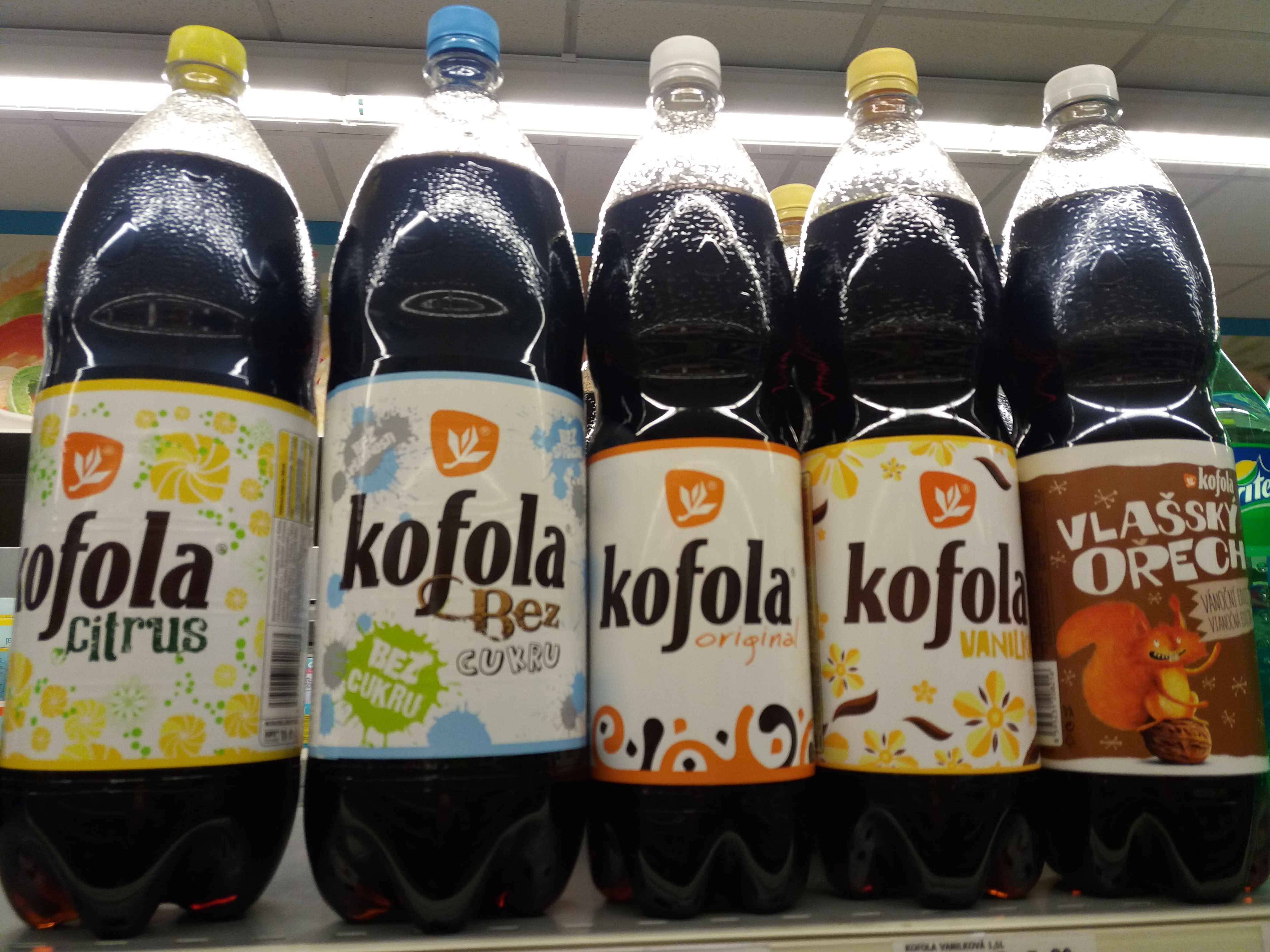
口福樂的各種口味，左起為檸檬、無糖、原味、香草與核桃。

## 推出时间
- Kofola 原味–原味的包裝分別有500 cc、1000 cc、1500 cc、2000 cc的寶特瓶，250 cc和330 cc的玻璃瓶和250 cc的鋁罐
- Kofola 柑橘口味 ，添有 檸檬，於2004年以寶特瓶包裝推出
- Kofola 無糖口味在2008年以寶特瓶包裝推出
- Kofola 酸櫻桃口味的口福樂在在2008年推出，有提供的寶特瓶與鋁罐包裝
- Kofola 香草口味的口福樂在2013年以寶特瓶包裝推出
- Kofola 瓜拿納（巴西香可可）口味在2013年推出，包裝有寶特瓶和鋁罐
- Kofola 杏桃口味在2015年以寶特瓶包裝推出
- Kofola 西瓜口味在2016年以寶特瓶包裝推出
- Kofola 黑醋栗口味在2017年推出，包裝有寶特瓶和鋁罐
- Kofola 樹莓口味在2017年以寶特瓶包裝推出
- Kofola 黑莓口味在2018年以寶特瓶包裝推出
- Kofola 波蘿口味在2018年以鋁罐推出
- Kofola 葡萄口味在2018年以鋁罐推出
- Kofola 鵝莓（歐洲醋栗）口味在2019年以寶特瓶包裝推出